# Dee Dee Warwick
Dee Dee Warwick, pseudonimo di Delia Juanita Warrick (Newark, 25 settembre 1945 – South Orange, 18 ottobre 2008), è stata una cantante statunitense, dedita ai generi soul e R&B ed in attività principalmente negli anni sessanta-settanta.
Ex-componente delle Sweet Inspirations, tra i suoi brani più noti da solista figurano You're No Good (1963), We're Doing Fine (1965), I Want to Be with You (1966), Foolish Fool (1969), She Didn't Know (1970), Suspicious Minds (1971).

Ricevette per due volte la nomination al Premio Grammy.
Era la sorella della cantante Dionne Warwick, oltre che rispettivamente nipote e cugina delle cantanti Cissy Houston e Whitney Houston.

## Biografia
Delia Mae Warrick, più tardi nota come Dee Dee Warwick, era nata a Newark, nel New Jersey, il 25 settembre 1945.
Cresciuta in un ambiente musicale (sua madre Lee è tra le fondatrici delle Drinkards), inizia a cantare da adolescente insieme alla sorella Dionne, formando il duo The Gospelairs e collaborando anche con The Drinkards, il gruppo gospel che comprende anche la zia Cissy Houston.

La prima apparizione "ufficiale" delle sorelle Warwick avviene proprio a fianco delle Drinkards nel 1959 presso l'Apollo Theater di Harlem (New York).
Agli inizi degli anni sessanta, forma, assieme a Dionne Warwick, Cissy Houston e Doris Troy, le Sweet Inspiration, uno dei gruppo vocalist tra i più richiesti  e collabora così alle incisioni di interpreti quali The Drifters, Aretha Franklin, Chuck Jackson, Garnet Mimms, Wilson Pickett e Nina Simone .

Nel frattempo, cambia il proprio cognome in Warwick.
Nel 1963 incide il suo primo disco da solista, You're Not Good, disco prodotto da Jerry Leiber e Mike Stoller e di cui in seguito avrebbe fatto una cover di successo Betty Everett.
All'inizio degli anni settanta, firma un contratto discografico con la Atco Records, con la quale, con la collaborazione del produttore Dave Crawford, incide un singolo di successo, vale a dire She Didn't Know (She Kept on Talking) e l'album Turning Around e la cover del brano di Elvis Presley Suspicious Minds.
Il suo ultimo singolo di un certo successo è Get Out of My Life, inciso nel 1975.
Nella metà degli anni ottanta incide per la Sutra Records e per la Heritage Records..
Negli anni novanta si trasferisce in Georgia.
A partire dal 2006 collabora prevalentemente come vocalist per la sorella Dionne Warwick, partecipando al tour europeo My Music & Me, e, nel gennaio 2008, all'incisione dell'album Why We Sing
Muore sabato 18 ottobre 2008 in una clinica della Contea di Essex, nel New Jersey, dopo una lunga malattia, all'età di 63 anni.

## Discografia

### Album[1][4]
- I Want to Be with You, I'm Gonna Make You Love Me (1967)
- Foolish Fool (1969)
- Turning Around (1970)

### Singoli[4][7]
- 1963: You're No Good (Jubilee) (numero 117 US)
- 1965: Do It with All Your Heart (Blue Rock) (numero 124 US)
- 1965: We're Doing Fine (Blue Rock) (numero 96 US, numero 28 R&B)
- 1966: I Want to Be with You (Mercury) (numero 41 US, numero 9 R&B)
- 1966: I'm Gonna Make You Love Me (Mercury) (numero 88 US, numero 13 R&B)
- 1967: When Love Slips Away (Mercury) (numero 92 US, numero 43 R&B)
- 1969: That's Not Love (Mercury) (numero 106 US, numero 42 R&B)
- 1969: Ring of Bright Water (Mercury) (numero 113 US)
- 1969: Foolish Fool (Mercury) (numero 57 US, numero 14 R&B)
- 1970: She Didn't Know (She Kept On Talking) (Atco) (numero 70 US, numero 9 R&B)
- 1970: Cold Night in Georgia (Atco) (numero 44 R&B)
- 1971: Suspicious Minds (Atco) (numero 80 US, numero 24 R&B)
- 1975: Get Out of My Life (Private Stock) (numero 73 R&B)